# Тиквешка каза
Тиквешката каза е каза в Османската империя, част от Солунския санджак на Солунския вилает в началото на XX век. Център на казата е град Кавадарци, а нахия е Рожденска или Марихово.
В 1895 година по Османското салнаме Тиквешката каза има  19 500 мухамедани и 21 380 немухамедани. Към 1900 година според статистиката на Васил Кънчов („Македония. Етнография и статистика“) казата брои 26 575 българи християни, 17 961 българи мухамедани, 2 076 турци, 24 християни арнаути, 122 власи,	535 цигани или общо	47 293 души.
След Балканските войни казата остава в границите на Кралство Сърбия, а днес е изцяло част от Република Северна Македония.